# Oscar, le chien qui vaut des milliards
Pour plus de détails, voir Fiche technique et Distribution.
Oscar, le chien qui vaut des milliards (Bailey's Billion$) est une comédie canadienne réalisée par David Devine (en), sortie en 2005.

## Synopsis
Une milliardaire excentrique lègue son immense fortune à son chien. Mais son neveu cupide convoite l'héritage. Commence alors une folle course aux millions.

## Fiche technique
- Titre original : Bailey's Billion$
- Réalisation : David Devine (en)
- Scénario : Heather Conkie, Mary Walsh
- Image : Gavin Finney
- Montage : David Martin
- Musique : Lou Pomanti
- Producteurs : Michael Cowan (en), David Devine (en), Richard Mozer
- Distribution : Devine Entertainment
- Pays d’origine : Canada
- Langue : Anglais
- Genre : Comédie
- Durée : 90 minutes
- Dates de sortie :
  - Canada : août 2005
  - France : 13 mai 2006

## Distribution
- Dean Cain : Theodore Maxwell
- Laurie Holden : Marge Maggs
- Jennifer Tilly : Dolores Pennington
- Tim Curry (VF : Jean-Pierre Leroux) : Caspar Pennington
- Jon Lovitz : Bailey (voix du chien)
- Max Baker : Don Donald
- Sheila McCarthy : Peggy Delaney
- Kenneth Welsh : Mouse Delaney
- Munro Chambers : Max Baker
- Angela Vallee : Samantha Maggs
- Richard Waugh (en) : Harry Innis